# Kalanchoe laetivirens
Kalanchoe laetivirens är en fetbladsväxtart som beskrevs av Descoings. Kalanchoe laetivirens ingår i släktet Kalanchoe och familjen fetbladsväxter. Inga underarter finns listade i Catalogue of Life.